# Albert Brooks
Albert Lawrence Einstein, ismertebb nevén Albert Brooks (Beverly Hills, 1947. július 22. –) amerikai színész, filmrendező, forgatókönyvíró és humorista. 
A híradó sztárjai (1987) férfi mellékszereplőjeként Oscar-díjra jelölték. A 2011-es Drive – Gázt! hasonló kategóriában egy Golden Globe-jelölést hozott számára.

## Élete és pályafutása
Pályafutása elején feltűnt a Taxisofőr (1976), a Benjamin közlegény (1980) és a Maradok hűtlen híve (1984) című filmekben. Az 1987-ben bemutatott A híradó sztárjai Oscar-jelölést hozott számára legjobb férfi mellékszereplő kategóriában. A Drive – Gázt! (2011) könyörtelen gengsztereként ismét kivívta a kritikusok elismerését és számos egyéb díj mellett egy Golden Globe-jelölést kapott.
Rendezőként, forgatókönyvíróként és főszereplőként jegyez olyan filmvígjátékokat, mint a Modern románc (1981), az Elveszve Amerikában (1985) és a Tranzit a mindenhatóhoz (1991). 
Szinkronszínészként hangját kölcsönözte a Némó nyomában (2003) és a Szenilla nyomában (2016) című animációs filmekben. A Simpson család című sorozat és a kapcsolódó 2007-es mozifilm több szereplőjének is ő volt az eredeti hangja.

## Filmográfia

### Film

#### Rendező és író
| Év   | Magyar cím                | Eredeti cím                            | Feladatkör | Feladatkör |
| Év   | Magyar cím                | Eredeti cím                            | Rendező    | Író        |
| ---- | ------------------------- | -------------------------------------- | ---------- | ---------- |
| 1979 | Ilyen az élet?!           | Real Life                              | Igen       | Igen       |
| 1981 | Modern románc             | Modern Romance                         | Igen       | Igen       |
| 1985 | Elveszve Amerikában       | Lost in America                        | Igen       | Igen       |
| 1991 | Tranzit a mindenhatóhoz   | Defending Your Life                    | Igen       | Igen       |
| 1994 | Az emberkereskedő         | The Scout                              | Nem        | Igen       |
| 1996 | Anya                      | Mother                                 | Igen       | Igen       |
| 1999 | A múzsa csókja            | The Muse                               | Igen       | Igen       |
| 2005 | Amin a muszlimok röhögnek | Looking for Comedy in the Muslim World | Igen       | Igen       |

#### Színész
| Év   | Magyar cím                                               | Eredeti cím                            | Szerep                              | Magyar hang      |
| ---- | -------------------------------------------------------- | -------------------------------------- | ----------------------------------- | ---------------- |
| 1976 | Taxisofőr                                                | Taxi Driver                            | Tom                                 | Forgács Péter    |
| 1976 | Taxisofőr                                                | Taxi Driver                            | Tom                                 | Kaszás Gergő     |
| 1979 | Ilyen az élet?!                                          | Real Life                              | Albert Brooks                       |                  |
| 1980 | Benjamin közlegény                                       | Private Benjamin                       | Yale Goodman                        | Rosta Sándor     |
| 1980 | Benjamin közlegény                                       | Private Benjamin                       | Yale Goodman                        | Harmath Imre     |
| 1981 | Modern románc                                            | Modern Romance                         | Robert Cole                         | Forgács Péter    |
| 1983 | Homályzóna                                               | Twilight Zone: The Movie               | autóvezető                          | Bognár Zsolt     |
| 1983 | Becéző szavak                                            | Terms of Endearment                    | Rudyard (hangja)                    | Beregi Péter     |
| 1983 | Becéző szavak                                            | Terms of Endearment                    | Rudyard (hangja)                    | Stohl András     |
| 1984 | Maradok hűtlen híve                                      | Unfaithfully Yours                     | Norman Robbins                      | Gáti Oszkár      |
| 1984 | Maradok hűtlen híve                                      | Unfaithfully Yours                     | Norman Robbins                      | Beregi Péter     |
| 1985 | Elveszve Amerikában                                      | Lost in America                        | David Howard                        |                  |
| 1987 | A híradó sztárjai                                        | Broadcast News                         | Aaron Altman                        | Székhelyi József |
| 1991 | Tranzit a mindenhatóhoz                                  | Defending Your Life                    | Daniel Miller                       | Reviczky Gábor   |
| 1994 | Bármit megteszek                                         | I'll Do Anything                       | Burke Adler                         | Márton András    |
| 1994 | Az emberkereskedő                                        | The Scout                              | Al Percolo                          | Reviczky Gábor   |
| 1996 | Anya                                                     | Mother                                 | John Henderson                      |                  |
| 1997 | Fájó gondviselés                                         | Critical Care                          | Dr. Butz                            |                  |
| 1998 | Dr. Dolittle                                             | Dr. Dolittle                           | Jacob a tigris (hangja)             | Kristóf Tibor    |
| 1998 | Mint a kámfor                                            | Out of Sight                           | Richard Ripley                      | Koroknay Géza    |
| 1998 | Mint a kámfor                                            | Out of Sight                           | Richard Ripley                      | Fazekas István   |
| 1999 | A múzsa csókja                                           | The Muse                               | Steven Phillips                     | Rosta Sándor     |
| 2001 |                                                          | My First Mister                        | Randall 'R' Harris                  |                  |
| 2003 | Némó nyomában                                            | Finding Nemo                           | Pizsi (hangja)                      | Király Attila    |
| 2003 | Exploring the Reef with Jean-Michel Cousteau (rövidfilm) |                                        | Pizsi (hangja)                      |                  |
| 2003 | Apósok akcióban                                          | The In-Laws                            | Jerry Peyser                        | Balázs Péter     |
| 2005 | Amin a muszlimok röhögnek                                | Looking for Comedy in the Muslim World | önmaga                              |                  |
| 2007 | A Simpson család – A film                                | The Simpsons Movie                     | Russ Cargill (hangja)               | Koroknay Géza    |
| 2011 | Drive – Gázt!                                            | Drive                                  | Bernie Rose                         | Forgács Gábor    |
| 2012 | 40 és annyi                                              | This Is 40                             | Larry                               | Székhelyi József |
| 2014 | Egy durva év                                             | A Most Violent Year                    | Andrew Walsh                        | Tarján Péter     |
| 2015 | A kis herceg                                             | The Little Prince                      | Az üzletember (hangja)              | Szabó Győző      |
| 2015 | Sérülés                                                  | Concussion                             | Dr. Cyril Wecht                     | Barbinek Péter   |
| 2016 | Szenilla nyomában                                        | Finding Dory                           | Pizsi (hangja)                      | Király Attila    |
| 2016 | A kis kedvencek titkos élete                             | The Secret Life of Pets                | Tibériusz, a rőtfarkú ölyv (hangja) | Csankó Zoltán    |
| 2017 |                                                          | I Love You, Daddy                      | Dick Welker (hangja)                |                  |
| 2023 |                                                          | Albert Brooks: Defending My Life       | önmaga                              |                  |

### Televízió
| Év        | Magyar cím          | Eredeti cím                | Szerep                             | Megjegyzések                                                          |
| --------- | ------------------- | -------------------------- | ---------------------------------- | --------------------------------------------------------------------- |
| 1969      |                     | Hot Wheels                 | Mickey Barnes / Kip Chogi (hangja) |                                                                       |
| 1970      |                     | The Odd Couple             | Rudy                               | 2 epizód                                                              |
| 1971      |                     | Love, American Style       | Christopher Leacock                | 1 epizód                                                              |
| 1972      |                     | The New Dick Van Dyke Show | Dr. Norman                         | 1 epizód                                                              |
| 1975–1976 | Saturday Night Live | Saturday Night Live        | több szereplő                      | - rendezőasszisztens (7 epizód) - író (5 epizód) - színész (4 epizód) |
| 1990–     | A Simpson család    | The Simpsons               | több szereplő hangja               | 9 epizód                                                              |
| 2008      | Nancy ül a fűben    | Weeds                      | Lenny Botwin                       | 4 epizód                                                              |
| 2021      | Félig üres          | Curb Your Enthusiasm       | önmaga                             | 1 epizód                                                              |

## Fordítás
- Ez a szócikk részben vagy egészben  az   Albert Brooks című angol Wikipédia-szócikk fordításán alapul.  Az eredeti cikk szerkesztőit annak laptörténete sorolja fel. Ez a jelzés csupán a megfogalmazás eredetét és a szerzői jogokat jelzi, nem szolgál a cikkben szereplő információk forrásmegjelöléseként.